# Gnetum buchholzianum
Gnetum buchholzianum är en kärlväxtart som beskrevs av Adolf Engler. Gnetum buchholzianum ingår i släktet Gnetum och familjen Gnetaceae. Inga underarter finns listade i Catalogue of Life.